# 上黒瀬村
上黒瀬村（かみくろせむら）は、広島県賀茂郡にあった村。現在の東広島市の一部にあたる。

## 地理
- 河川：黒瀬川、竹保川、猿田川[1]

## 歴史
- 1889年（明治22年）4月1日、町村制の施行により、賀茂郡南方村、宗近柳国村が合併して村制施行し、上黒瀬村が発足[1][2]。
- 1914年（大正3年）砂防工事実施[1]。
- 1943年（昭和18年）呉海軍第3病院（現国立病院機構賀茂精神医療センター）建立[1]。
- 1954年（昭和29年）3月31日、賀茂郡乃美尾村、中黒瀬村、下黒瀬村と合併し、町制施行し黒瀬町を新設して廃止された[1][2]。

## 産業
- 農業